# Montréal–Mirabel nemzetközi repülőtér
A Montréal–Mirabel nemzetközi repülőtér (IATA: YMX, ICAO: CYMX) Kanada egyik nemzetközi repülőtere, amely Montréal közelében található. Éves utasforgalma 0 fő l>(2012, 2009).

## Futópályák
A repülőtér futópályái:
- 06/24 (3658 m, beton)
- 11/29 (3658 m, beton)

## Forgalom
Az utasforgalom az elmúlt években az alábbi módon változott:
| Utasok száma | 1 292 624 | 1 424 697 | 1 372 598 | 990 937 | 1 024 777 | 921 921 |      |
|              | 1999      | 2000      | 2001      | 2002    | 2003      | 2004    | 2012 |